# Sistema de frenos antibloqueo

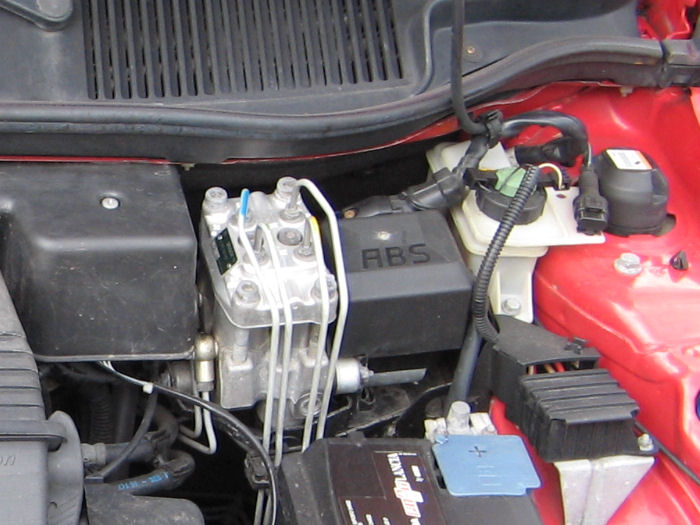
Bomba de freno y calculador electrónico del sistema ABS en un automóvil.

El sistema antibloqueo de ruedas (SAR), del alemán Antiblockiersystem (ABS), es un dispositivo utilizado en automóviles, aviones y en modelos de motocicletas que hace variar la fuerza de frenado para evitar que los neumáticos resbalen sobre el suelo en el proceso de frenado. En aviones es importante, ya que tienen que frenar fuertemente una vez han aterrizado.
En 1978 Bosch hizo historia cuando introdujo el primer sistema electrónico de frenos antibloqueo. Esta tecnología se ha convertido en la base para todos los sistemas electrónicos que utilizan de alguna forma el ABS, como por ejemplo, los controles de tracción y de estabilidad.
Actualmente, alrededor del 75 % de todos los vehículos que se fabrican en el mundo cuentan con el ABS. Con el tiempo el ABS se ha ido estandarizando, de forma que en la actualidad la gran mayoría de los automóviles y camiones de fabricación reciente disponen de él. Algunas motos de alta cilindrada también llevan este sistema de frenado. El ABS se convirtió en un equipo de serie obligatorio en todos los turismos fabricados en la Unión Europea a partir del 1 de julio de 2004, gracias a un acuerdo voluntario de los fabricantes de automóviles. Hoy día se desarrollan sistemas de freno eléctrico que simplifican el número de componentes, y aumentan su eficacia.

## Historia

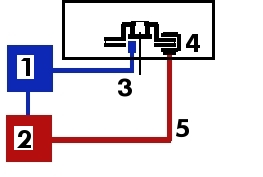
esquema básico del ABS.1) Unidad de control electrónica 2)Modulador hidráulico 3)Detector electrónico de velocidad de giro 4)Pinza de freno 5) Tubería de presión hidráulica

Gabriel Voisin inventó los primeros frenos antibloqueo en 1929 para los aviones que tuvieron problemas con el frenado, ya que es casi imposible de frenar umbral en un avión. En el año 1936 se patentó la idea por parte de la compañía alemana Bosch. Se trataba de hacer (no solo para coches, sino también para camiones, trenes) que fuera más difícil bloquear una rueda en una frenada brusca, con lo que se podía conseguir una mayor seguridad. Se hicieron pruebas, pero no se llegó a nada serio hasta que se desarrolló la electrónica digital a comienzos de los años 1970. Hasta entonces, era materialmente imposible realizar tantos cálculos como necesitaba el sistema y de forma rápida.
Bosch inició el trabajo en serio para el desarrollo del ABS en el año 1964 de la mano de una subsidiaria, Teldix. Pero es en 1970 cuando la firma desarrolla un dispositivo eficaz y con la posibilidad de comercialización a gran escala. La primera generación del ABS tuvo 1000 componentes, cifra que se redujo hasta 140 en la segunda generación. Después de 14 largos años de desarrollo, finalmente estuvo preparado el ABS de segunda generación, que se ofreció como una exuberante y revolucionaria opción en el Mercedes-Benz Clase S de la época junto con la Mercedes-Benz Clase E y seguidas por el BMW Serie 7.

## Funcionamiento
El ABS funciona en conjunto con el sistema de frenado tradicional. Consiste en una bomba que se incorpora a los circuitos del líquido de freno y en unos detectores que controlan las revoluciones de las ruedas. Si en una frenada brusca una o varias ruedas reducen repentinamente sus revoluciones, el ABS lo detecta e interpreta que las ruedas están a punto de quedar bloqueadas sin que el vehículo se haya detenido. Esto quiere decir que el vehículo comenzará a deslizarse sobre el suelo sin control, sin reaccionar a los movimientos del volante. Para que esto no ocurra, los sensores envían una señal al Módulo de Control del sistema ABS, el cual reduce la presión realizada sobre los frenos, sin que intervenga en ello el conductor. Cuando la situación se ha normalizado y las ruedas giran de nuevo correctamente, el sistema permite que la presión sobre los frenos vuelva a actuar con toda la intensidad. El ABS controla nuevamente el giro de las ruedas y actúa otra vez si éstas están a punto de bloquearse por la fuerza del freno. En el caso de que este sistema intervenga, el procedimiento se repite de forma muy rápida. Algunos sistemas antibloqueo pueden desactivar y activar la fuerza de frenado hasta 15 veces por segundo, lo que se traduce en que el conductor percibe una vibración en el pedal del freno.
El ABS permite que el conductor siga teniendo el control sobre la trayectoria del vehículo, con la consiguiente posibilidad de poder esquivar posibles obstáculos mediante el giro del volante de dirección.

## Tipos de ABS (por número de canales)
Los sistemas antibloqueo de frenado utilizan esquemas diferentes según el tipo de frenos empleados. Se pueden diferenciar por el número de canales: es decir, cuántas válvulas se controlan individualmente y por el número de sensores de velocidad.
1) ABS de cuatro canales, y cuatro sensores
Hay un sensor de velocidad en las cuatro ruedas y una válvula separada para las cuatro ruedas.  Con esta configuración, el controlador supervisa cada rueda individualmente para asegurarse de que consigue la máxima fuerza de frenado.
2) ABS de tres canales, y cuatro sensores
Hay un sensor de velocidad en las cuatro ruedas y una válvula separada para cada una de las ruedas anteriores, pero solo una válvula para las dos ruedas traseras. Los vehículos más antiguos con ABS de cuatro ruedas suelen utilizar este tipo.
3) ABS de tres canales, y tres sensores
Este esquema, que se encuentra habitualmente en camiones con ABS de cuatro ruedas, tiene un sensor de velocidad y una válvula para cada una de las ruedas anteriores, con una válvula y un sensor para ambas ruedas posteriores. El sensor de velocidad de las ruedas traseras está situado en el eje trasero. Este sistema proporciona un control individual de las ruedas anteriores, por lo que pueden alcanzar la máxima fuerza de frenado.  Las ruedas posteriores, sin embargo, se controlan juntos; ambos deben empezar a bloquearse antes de que el ABS se active en la parte posterior. Con este sistema, es posible que una de las ruedas traseras se bloquee durante una parada, reduciendo la eficacia del freno. Este sistema es fácil de identificar, ya que no hay sensores de velocidad individuales para las ruedas traseras.
4) ABS de dos canales y cuatro sensores
Este sistema, que se encuentra habitualmente en vehículos de pasajeros desde finales de los años 80 hasta mediados de los años 90, utiliza un sensor de velocidad en cada rueda, con una válvula de control cada una de las ruedas anteriores y posteriores en pareja.  Si el sensor de velocidad detecta un bloqueo a cualquier rueda individual, el módulo de control impulsa la válvula de las dos ruedas en el extremo del coche.
5) ABS de un solo canal, y de un solo sensor

Este sistema se encuentra habitualmente en camiones de recogida, SUV y furgonetas con ABS de las ruedas traseras. Dispone de una válvula, que controla las dos ruedas traseras y un sensor de velocidad, situado en el eje trasero. Este sistema funciona igual que el extremo posterior de un sistema de tres canales. Las ruedas traseras se controlan juntas y ambas deben empezar a bloquearse antes de que el ABS empiece a entrar. En este sistema también es posible que una de las ruedas traseras se bloquean, reduciendo la eficacia del freno. Este sistema también es fácil de identificar, ya que no hay ningún sensor de velocidad individual para ninguna de las ruedas.

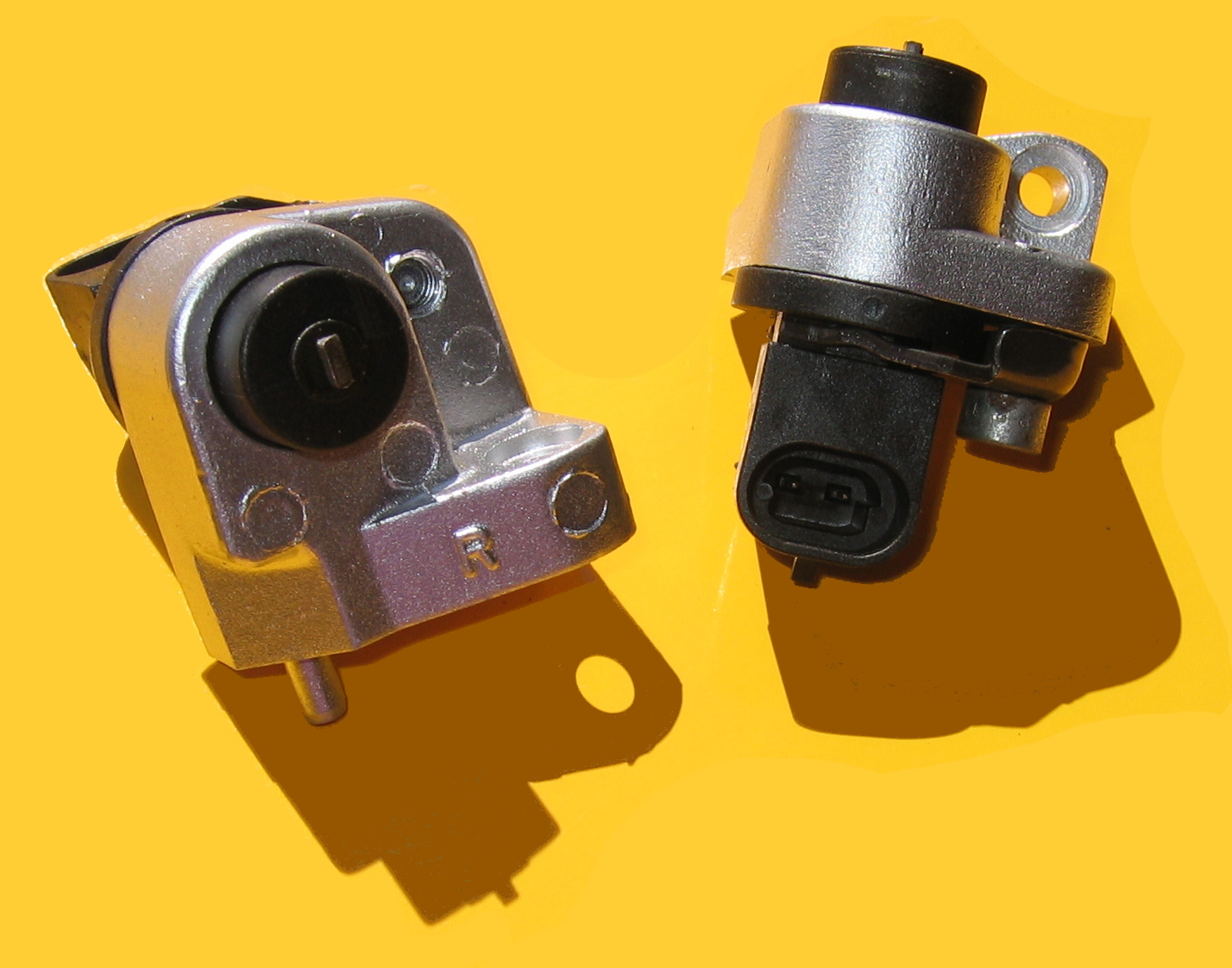
Sensores de velocidad ABS

## Sensores de velocidad (codificadores)
Un sensor de velocidad se utiliza para determinar la aceleración o la desaceleración de la rueda.  Estos sensores utilizan un imán y un sensor de efecto Hall, o una rueda dentada y una bobina electromagnética que generan una señal. El giro de la rueda o del diferencial induce un campo magnético alrededor del sensor. Las fluctuaciones de este campo magnético generan una tensión en el sensor. Dado que el voltaje inducido en el sensor es proporcional de giro de la rueda, este sensor puede resultar inexacto a velocidades lentas. Una velocidad de giro más lenta de la rueda puede provocar fluctuaciones inexactas en el campo magnético y provocar así lecturas inexactas en el controlador.

## Unidad de control ABS

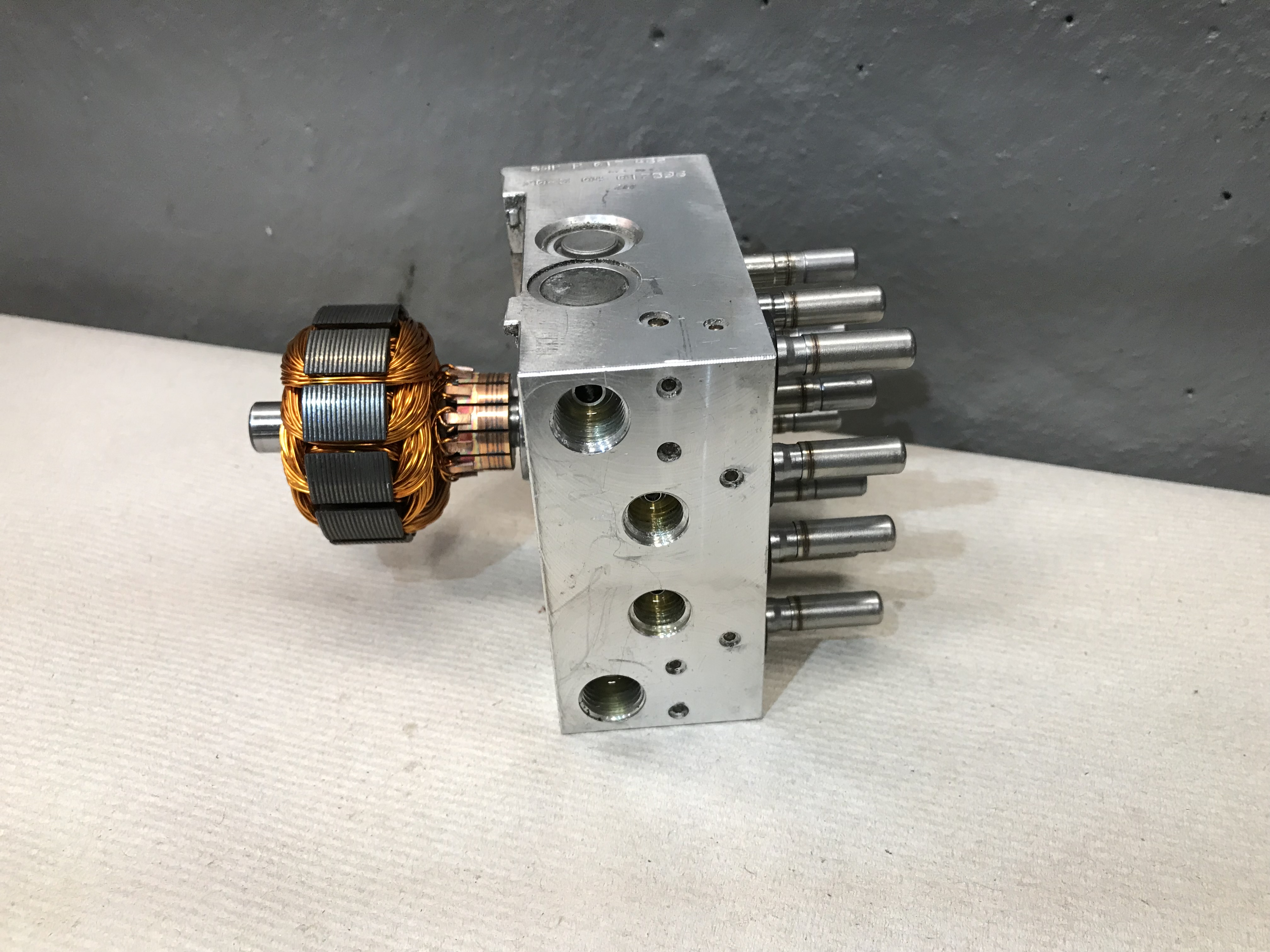
Unidad de control hidráulica de 4 canales y 12 válvulas parcialmente desmontada que contiene motor, bomba y válvulas

La Unidad de control ABS o Módulo de control ABS suele ser un bloque que agrupa en una sola pieza: el controlador, la bomba y las válvulas. Se describe una unidad de cuatro canales (de 8 válvulas en el texto y de 12 válvulas en las imágenes). Se puede ver en la web de Mercedes la descripción de un sistema moderno de 12 válvulas (de y6 a y23) .

### Válvulas
Hay una válvula en la línea hidráulica de cada rueda controlada por el ABS. Aunque el proceso explicado se hace generalmente con válvulas de dos posiciones + válvulas antirretorno, hay algunos sistemas que emplean válvulas de tres posiciones:
- En la primera posición, la válvula está abierta;  la presión del cilindro principal pasa directamente al freno.
- En la segunda posición, la válvula bloquea la línea, aislando aquel freno del cilindro principal.  De esta manera se evita que la presión aumente aún más si el conductor empuja el pedal de freno más duramente.
- En la posición tres, la válvula libera parte de la presión del freno.

Muchos problemas del sistema de válvulas se producen debido a las válvulas obstruidas. En estos casos cuando se cierra una válvula, no se puede volver a abrir, ni cambiar de posición.  Una válvula inoperable impide que el sistema module las válvulas y controle la presión suministrada a los frenos.

### Bomba

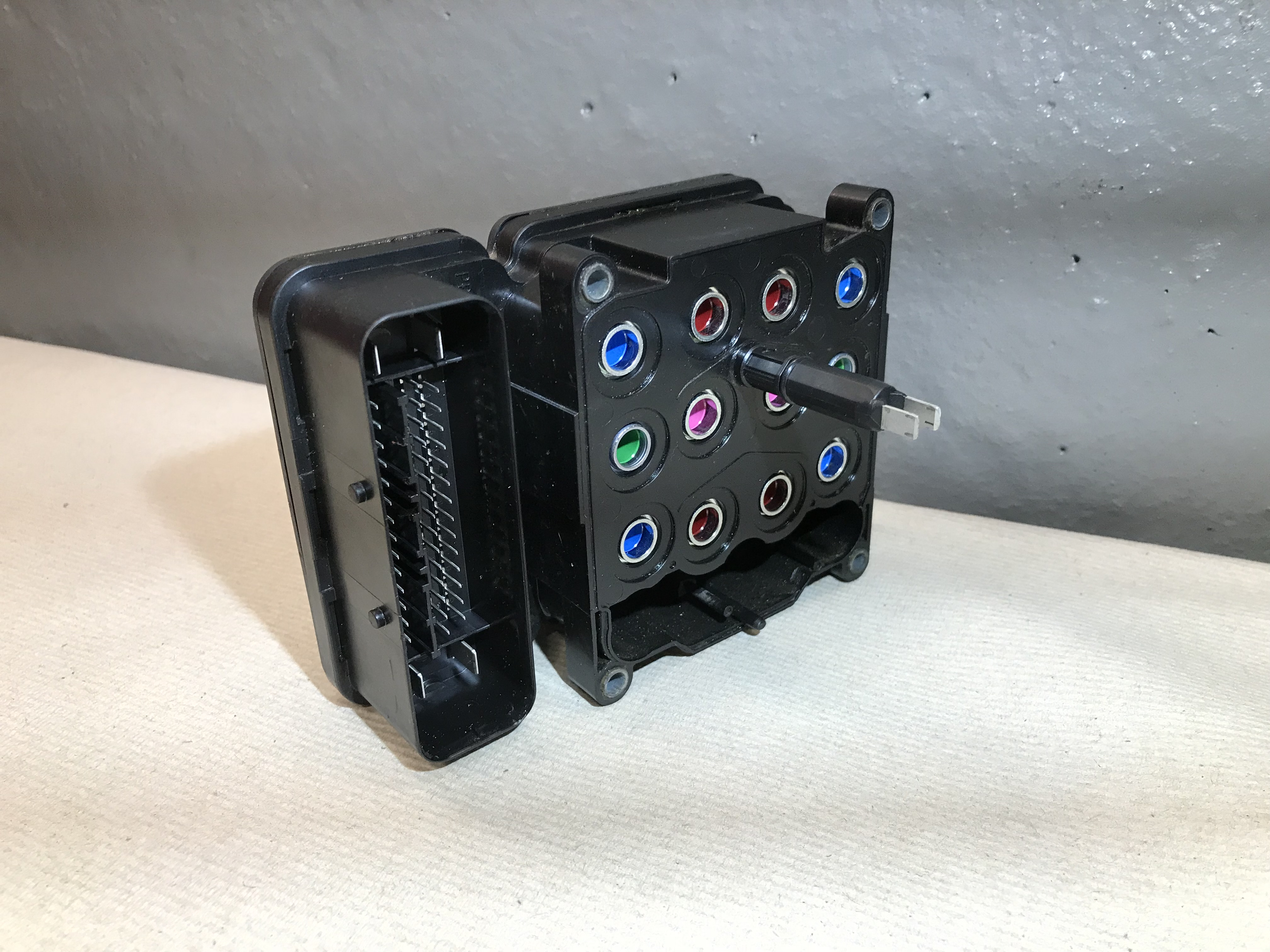
Módulo de control electrónico de 4 canales y 12 válvulas

Las bombas del ABS (suele haber dos) se utilizan para restablecer la presión en cada uno de los circuitos hidráulicos una vez las válvulas les han quitado presión al detectar el bloqueo de una rueda, según este ciclo: 
1. Si se detecta el bloqueo de la rueda (sensor sin señal) el controlador abre la primera válvula que hace perder presión al circuito hidráulico de esa rueda, desbloqueándola;
2. Una vez la rueda vuelve a girar (sensor con señal) se cierra esa primera válvula y se abre otra 2.ª válvula conectada a la bomba (ya activada), haciéndole llegar la presión adecuada para que "vuelva a frenar", entonces se cierra la 2.ª válvula y se vuelve al punto 1.

Este ciclo se repite "las veces necesarias" modulando el controlador durante este ciclo el estado de la bomba, que proporciona la presión adecuada para desbloquear o bloquear el freno correspondiente, consiguiendo un mínimo derrapaje del neumático respecto al suelo.

### Controlador
El controlador es una unidad de tipo ECU que suele formar parte del "Módulo de control ABS" que recibe información de cada sensor de velocidad de las ruedas. Si una rueda pierde tracción (rueda bloqueada), el controlador lo detecta al no recibir la señal del sensor. El controlador entonces limita la fuerza de freno (EBD) y activa el modulador ABS que acciona las válvulas correspondientes.

## Uso

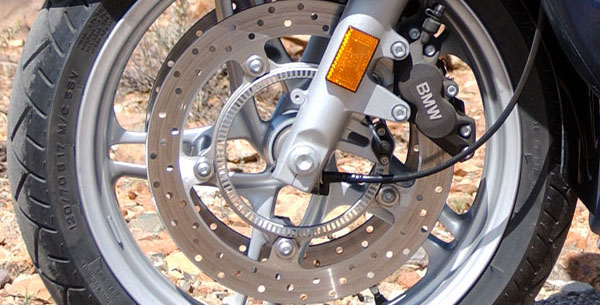
ABS en una motocicleta.

Algunas motos de alta cilindrada también llevan este sistema de frenado. El sistema ABS permite mantener durante la frenada el coeficiente de rozamiento estático, ya que evita que se produzca deslizamiento sobre la calzada. Teniendo en cuenta que el coeficiente de rozamiento estático es mayor que el coeficiente de rozamiento dinámico, la distancia de frenado siempre se reduce con un sistema ABS. 
Si bien el sistema ABS es útil en casi todas las situaciones, resulta indispensable en superficies deslizantes, como son pavimentos mojados o con hielo, ya que en estos casos la diferencia entre el coeficiente de rozamiento estático y el dinámico es especialmente alto.
Cuando se conduce sobre nieve o gravilla y se frena sin sistema ABS, se produce el hundimiento de las ruedas en el terreno, lo que produce una detención del coche más eficaz. El sistema ABS, al evitar que se produzca deslizamiento sobre el suelo también evita que se hundan las ruedas, por lo que en estos tipos de superficie, y deseando una distancia de frenado lo más corta posible sería deseable poder desactivar la acción del ABS.
Algunos sistemas usados en autos deportivos o de desempeño, permiten al sistema del vehículo desactivar el uso del ABS para producir una frenada más brusca al principio y permitir el control del mismo con una velocidad más baja. Es decir, el sistema antibloqueo entra a trabajar con retraso, permitiendo derrapes controlados o enterramientos en terrenos blandos.

## Otras ayudas a la frenada
- Servofreno.
- Control de estabilidad ESP.
- BAS (sistema) asistencia de frenada de emergencia.
- Reparto electrónico de frenada (EBV).
- Sistema de freno combinado.